# Batalla de San Marcos (Venezuela)
La batalla de San Marcos fue un enfrentamiento militar producido en el contexto de la Guerra de Independencia de Venezuela, entre las fuerzas realistas al mando del asturiano José Tomás Boves y una columna de avanzada patriota al mando del coronel Pedro Aldao el 8 de diciembre de 1813 en el paso de San Marcos, con la absoluta victoria del primero tras una feroz defensa de los vencidos.

## Antecedentes
Tras la batalla de Mosquiteros (14 de octubre), parecía que la guerrilla de Boves estaba acabada y el coronel Vicente Campo Elías decidió dejar en Calabozo una pequeña guarnición (entre 1000, 2000 o 2300 republicanos) bajo las órdenes del gallego Aldao y llevar al grueso de sus tropas a San Carlos, combatiendo en Araure (5 de diciembre). Estaba equivocado, Boves el 1 de noviembre se autoproclamaba «comandante en jefe del Ejército de Barlovento» y ordena a sus lugartenientes reclutar hombres.
No le fue difícil crear una poderosa hueste, Campo Elías había reprimido duramente a los llaneros por su apoyo a los monárquicos. Boves les prometía poder saquear a placer y mucho le siguieron, habituados a una vida nómada, resultaban excelentes jinetes, acostumbrados a resolver sus rencillas con las armas eran buenos guerreros. Las fuerzas bovistas sumaban 500 infantes y 1500 jinetes; algunos lo elevan a 3000 a 4000 hombres. Su segundo, coronel Francisco Tomás Morales, había traído 100 infantes, 300 fusiles, 5 oficiales, un cañón y abundantes municiones desde Angostura. Se había esperado que Boves demoraría mucho tiempo en recuperarse, y el ejército de José Ceballos ya habría sido vencido entonces para concentrar todas las fuerzas contra los bovistas.

## La batalla
El 8 de diciembre Boves ocupó el Rastro, pueblito cercano a Calabozo, saqueando y quemando el lugar y asesinando a toda la guarnición. Aldao envió a la población no combatiente a Ortiz y salió al pueblo del Sombrero para enfrentar al enemigo, posiblemente buscaba una posición adecuada donde tentar al astuariano a cargar y diezmar sus fuerzas. Posteriormente, el gallego intento dar media vuelta y regresar a Calabozo, pero Boves se lo impidió, forzándolo a presentar batalla en unos corrales de ganado en el paso de San Marcos. Los llaneros envolvieron los flancos enemigos y les rodearon, los republicanos decidieron atrincherarse en torno a los corrales con cuatro cañones y la infantería, resistiendo hasta el final. Aldao murió en el combate junto al teniente coronel Rafael Castillo, jefe de su Estado Mayor, y el comandante Carlos Padrón. Boves ordenó asaltar la posición y los últimos defensores fueron muertos sin piedad.

## Consecuencias
Algunos autores elevan las pérdidas patriotas hasta los 1000 ó 2000 muertos, 1600 fusiles, 2 cañones y todo el parque capturados. El comandante patriota y sus oficiales fueron muertos en combate o ejecutados después. Boves marchó sobre Calabozo e hizo decapitar a 87 notables tachados como patriotas e hizo una lista de 33 ausentes que debían ser ejecutados. Después repartió las propiedades de los muertos entre sus oficiales y soldados y envió a las mujeres blancas a la isla de Arichuna, en el río Apure. Los revolucionarios sobrevivientes huyeron a Flores, para refugiarse con los batallones 5.º de la Unión y Valerosos Cazadores. La cabeza del gallego fue clavada en una pica. Ahora los bovistas amenazan los valles del centro del país.
Boves se autonombra «general en jefe del Ejército Real de Barlovento», empezando a desconocer a sus oficiales superiores. La tropa realista conseguiría una nueva victoria en la Primera Batalla de La Puerta.